# 華麗なる玉子様〜スイート・リベンジ
『華麗なる玉子様〜スイート♥リベンジ』（かれいなるたまごさま〜スイートリベンジ、原題：後菜鳥的燦爛時代）は台湾のテレビドラマ。
2016年3月6日から2016年6月26日まで台湾の台視で放送された。日本では2016年8月10日から2017年2月22日 までホームドラマチャンネルで放送された。全28話。

## あらすじ
ジー・ウェンカイ（紀文凱）とチョン・ユータン（鍾雨棠）は高校時代の同級生。高校時代、ユータンは“満点女王”の優等生で、ウェンカイはいつもテストが0点の“タマゴ君”。いつもウェンカイを馬鹿にしていたユータン。
10年後、大事な契約の日に、ティエンシー（天璽）グループ秘書室勤務のユータンに社長が雪崩に遭い契約に来られないという発信者不明のメールが入る。それは、ティエンシーグループの新しいCEOに就任したウェンカイからのテストだった。
秘書室から営業3課に異動になるユータン。そこは、やる気をなくしたダメ社員たちの掃きだめの部署だった。
高校時代の立場が逆転してしまった二人。ウェンカイから仕事の成果を求められ、次第に闘志を燃やすユータンだった。

## エピソード・サブタイトル
全28話
| 各話   | サブタイトル       |
| ------ | ------------------ |
| 第1話  | CEOは玉子様?       |
| 第2話  | まさかの異動       |
| 第3話  | 全員クビ!?         |
| 第4話  | 契約を死守せよ!    |
| 第5話  | ふたりきりの特訓   |
| 第6話  | いじわるな救世主   |
| 第7話  | ご主人様と召使い   |
| 第8話  | 恋のライバル出現!  |
| 第9話  | 思い出のダンス     |
| 第10話 | 仲間のために       |
| 第11話 | 告白の勇気         |
| 第12話 | キスの予感         |
| 第13話 | 恋の火花           |
| 第14話 | 忘れたふり         |
| 第15話 | 本当の気持ち       |
| 第16話 | 素直になれなくて   |
| 第17話 | 告白               |
| 第18話 | ヒミツの合言葉     |
| 第19話 | きみを守る         |
| 第20話 | 交際宣言           |
| 第21話 | 正直な想い         |
| 第22話 | 愛の誓い           |
| 第23話 | 予期せぬ危機       |
| 第24話 | ピンチをチャンスに |
| 第25話 | 愛の支え           |
| 第26話 | あなたを守る       |
| 第27話 | 最後のデート       |
| 第28話 | 10年分の愛         |

## キャスト
| 役名                          | 俳優名                                | 役柄 |
| ----------------------------- | ------------------------------------- | --- |
| ジー・ウェンカイ （紀文凱）   | 炎亞綸 （アーロン、飛輪海）           | ティエンシー（天璽）グループCEO。 高校時代の呼び名は“タマゴ君”でテストは赤点。いつもユータンにからかわれていた                                                         |
| チョン・ユータン （鍾雨棠）   | 曾之喬 （ジョアンヌ・ツァン、Sweety） | ティエンシーグループ勤務、秘書室から営業3課に降格。 ヒヨコでもベテランでもないハンパな中堅社員。高校時代は優等生だった                                                 |
| ミャオ・アイシャ （苗愛莎）   | 賴琳恩 （レネ・ライ）                 | 向上心のある秘書。独学でロシア語も操る |
| ワン・ズーユー （王子譽）     | 李運慶 （ジャック・リー）             | シンウェイ（鑫威）バイオの秘書室長 |
| シェン・ヨウルイ （沈佑睿）   | 紀言愷 （JR）                         | 成績トップの販売員、ウェンカイが連れてきて営業3課で働くことになった。女好き。                                                                                          |
| ジアン・フイシン （江慧心）   | 黃甄妮 （ジェニー・ホァン）           | 営業3課。販売員として入社したが能力不足を感じて自ら営業3課を希望。 退勤後は誰よりも活動的になる“夜間キラメキ系ハンパ社員”                                              |
| チュウ・リャンユー （朱亮瑜） | 張洛偍 （ロイ・チャン、4ever）        | 営業3課。仕事は二の次で恋愛小説家を目指してる。 仮想の世界に生きてる“文学青年系ハンパ社員”                                                                             |
| モン・ハー （孟和）           | 琇琴 （シゥ・チン）                   | 営業3課の課長。ティエンシーに入社して30年。会社創業期の中心人物。 仕事よりウワザ話に目がない“オバさん系ハンパ社員”                                                     |
| ホワン・ジアイン （黃佳茵）   | 夏如芝 （チェリー・シア）             | 営業3課。息子第一のシングルマザー。 テレビ通販における販売額でトップの売上を誇ったカリスマ営業。 デキる営業ランキングでも1位に輝いたが、出産後は“定時帰宅系ハンパ社員” |
| ワン・ハイディ （王海蒂）     | 茵芙 （インフ）                       | ユータンの高校時代の同級生。かき氷屋の娘 |
| チョン・クイ （鍾奎）         | 王道南 （ワン・ダオナン）             | ユータン父、ユーハンとHOMELET'S SMILEという店を営む |
| チョン・ユーハン （鍾雨翰）   | 葛兆恩 （アンディ・コー）             | ユータンの弟、バリスタ |

## スタッフ
- 監督 - 郝心翔 （ハオ・シンシャン）、柯政銘（コー・チェンミン）

## 主題歌
オープニングテーマ
- 『拍檔』

歌 - 郭靜（クレア・クオ）
エンディングテーマ
- 『第一個想到你』

歌 - 韋禮安（ウィリアム・ウェイ）

## ソフトウェア

### DVD
販売元：エスピーオー
- 「華麗なる玉子様～スイート♥リベンジ DVD-BOX1」（2016年12月2日）
- 「華麗なる玉子様～スイート♥リベンジ DVD-BOX2」（2016年12月21日）
- 「華麗なる玉子様～スイート♥リベンジ DVD-BOX3」（2017年2月2日）
- 「華麗なる玉子様～スイート♥リベンジ DVD-BOX1＜シンプルBOX 5,000円シリーズ＞」（2019年11月1日）
- 「華麗なる玉子様～スイート♥リベンジ DVD-BOX2＜シンプルBOX 5,000円シリーズ＞」（2019年11月1日）

## 日本国内放送局
| 放送地域 | 放送局                 | 放送期間                      | 放送日時                     | 放送系列 |
| -------- | ---------------------- | ----------------------------- | ---------------------------- | -------- |
| 日本全域 | ホームドラマチャンネル | 2016年8月10日 - 2017年2月22日 | 毎週水曜 25時15分 - 26時15分 | CS放送   |